# Brackney Crag Beck
Der Brackney Crag Beck ist ein Fluss im Lake District, Cumbria, England. Der Crook Beck entsteht südöstlich des Wetherlam. Der Little Crook Beck fließt in nördlicher Richtung bis zu seiner Mündung in den Little Crook Beck.